# Hans Ammann
Hans Ammann (Grabs, 3 marzo 1931 – Alt Sankt Johann, 1980) è stato un fondista svizzero.

## Biografia
Rappresentò la Svizzera ai Giochi olimpici invernali di Innsbruck 1964 e fu portabandiera durante la cerimonia d'apertura. In gara si classificò 29º nella 15 km e 28º nella 30 km.